# Park Choa
Dans ce nom coréen, le nom de famille, Park, précède le nom personnel.
Park Choa (coréen: 박초아; née le 6 mars 1990) connue sous le nom de Choa (coréen: 초아), est une chanteuse et actrice sud-coréenne. Elle est surtout connue pour avoir été la chanteuse principale du girl group AOA formé par FNC Entertainment.

## Biographie
Choa est née le 6 mars 1990 à Incheon en Corée du Sud.
Choa a révélé avoir raté 15 auditions de la SM Entertainment et aussi celles de la JYP Entertainment.

## Carrière

### AOA
Le 30 juillet 2012, Choa fait ses débuts en tant que membre de AOA au M! Countdown de Mnet avec leur premier single, Angel's Story dont le titre-phare est "Elvis".

### Carrière solo
Le 12 juin 2013, il a été annoncé que Choa jouerait le rôle principal féminin, Gabriella, dans l'adaptation coréenne de la comédie musicale High School Musical. Son agence, FNC Entertainment, a révélé des photos d'elle interpétant la chanson en duo, "Start of Something New". Choa a dit qu'elle voulait dépeindre Gabriella aussi sincèrement que possible. La comédie musicale s'est produite du 2 juillet au 1er septembre au Blue Square Samsung Card Hall de Séoul.
Le 16 mars 2014, Choa a sorti un solo pour la bande originale de la série télévisée Bride of the Century, diffusée sur TV Chosun.
Choa est apparue comme nouveau membre de l'émission "My Little Television" de la chaîne MBC. Elle a quitté l'émission le 19 mai 2015.
Choa est également devenue la nouvelle modèle pour la marque sportive NBA's 2015 S/S, les premières images sorties étaient colorées et sportives.
Le 25 mars 2015, il a été révélé que Choa sera l'une des MC permanentes de l'émission We Got Married.
Le 6 juin 2015, elle est devenue la nouvelle modèle pour Alba Heaven avec Yoo Byung-jae.
Le 22 juillet 2015, il a été révélé que Choa collaborera avec Primary et Iron pour le nouveau single de Primary "Don't Be Shy". La chanson et le clip vidéo sont sortis le 24 juillet 2015.
Son teaser vidéo intitulé "Flame" pour ses débuts en solo est sorti le 14 décembre, le clip vidéo est sorti deux jours plus tard.
En octobre 2016, Choa a été confirmé pour être le MC de la nouvelle émission de la chaîne JTBC Sing For You, la première émission a été diffusée le 3 décembre 2016.
Le 22 juin 2017, Choa annonce sur le réseau social Instagram son départ de AOA. Elle déclare cependant qu'elle quitte le groupe non pas par amour pour quelqu'un ou par envie de se marier mais à cause de ses insomnies fréquentes et de sa dépression.

## Filmographie

### Documentaires
| Année | Titre              | Rôle      | Chaîne    | Notes          |
| ----- | ------------------ | --------- | --------- | -------------- |
| 2013  | Cheongdam-dong 111 | Elle-même | tvN       | Rôle principal |
| 2015  | One Fine Day       | Elle-même | MBC Music | Rôle principal |

### Shows TV
| Année | Titre                    | Rôle              | Chaîne      | Notes       |
| ----- | ------------------------ | ----------------- | ----------- | ----------- |
| 2013  | Idol Drawing Competition | Participante      | MBC Every 1 |             |
| 2014  | Hello Counselor          | Invitée           | KBS         | [ 6 ]       |
| 2015  | My Little Television     | Invitée régulière | MBC         |             |
| 2015  | Car Center               | Invitée régulière | MBC         |             |
| 2015  | We Got Married           | Hôte              | MBC         |             |
| 2015  | Running Man              | Invitée           | SBS         | Épisode 244 |
| 2015  | Hello Counselor          | Invitée           | KBS         | avec Mina   |
| 2015  | Weekly Idol              | Invitée           | MBC Every 1 | Ép. 204     |

### Comédie musicale
| Année | Titre               | Rôle             | Notes          |
| ----- | ------------------- | ---------------- | -------------- |
| 2013  | High School Musical | Gabriella Montez | Rôle principal |

### Apparition dans des clips
| Année | Clip vidéo     | Artiste(s) | Rôle           |
| ----- | -------------- | ---------- | -------------- |
| 2015  | "Don't Be Shy" | Primary    | Rôle principal |

### Sources
- (en) Cet article est partiellement ou en totalité issu de l’article de Wikipédia en anglais intitulé « Park Choa » (voir la liste des auteurs).